# Licnozetes topali
Licnozetes topali är en kvalsterart som först beskrevs av Balogh och Csiszár 1963.  Licnozetes topali ingår i släktet Licnozetes och familjen Microzetidae. Inga underarter finns listade i Catalogue of Life.